# Beatrix Kökény
Beatrix Kökény, född den 12 mars 1969 i Budapest i Ungern, är en tidigare ungersk handbollsspelare (mittnia) och sedan klubbfunktionär i Ferencváros.

## Klubblagskarriär
Beatrix Kökény började spela handboll 1981 i sin hemstad i Budapesti Építők SC. Som 17-åring debuterade hon i klubbens vuxenlag. Med laget vann hon det ungerska mästerskapet för första gången 1989. Hon utsågs också till årets ungerska handbollsspelare samma år. Med Építők försvarade hon framgångsrikt mästerskapstiteln året därpå. Från februari 1991 tävlade hennes lag under namnet Hargita KC. Samma år vann hon mästerskapet för tredje gången, var i semifinal i Europacupen och röstades fram till årets ungerska handbollsspelare för andra gången. 1992 vann hon ungerska cupen med Hargita.
Kökény flyttade till Ferencvárosi (FTC) i Budapest 1992. Med Ferencváros vann hon ungerska cupen fem gånger i rad från 1993–1998 och ungerska mästerskapet fyra gånger i rad från 1994–1998. 1995 utsågs hon för tredje gången till årets ungerska handbollsspelare. Internationellt spelade Kökény med Ferencváros i finalen av cupvinnarcupen i handboll 1994, där de förlorade mot det tyska laget TuS Walle Bremen. Efter att ha vunnit mästerskapet igen 2000 vann Kökény den ungerska cupen 2001 under sin sista säsong som aktiv spelare. Hon spelade totalt 423 matcher och gjorde 1299 mål i FTC. Klubben kommer inte längre använda nummer 9 till hennes ära.

## Landslagskarriär
Beatrix Kökény spelade åtta mästerskap: tre gånger i VM, tre gånger i EM 1994,1998 och 2000. På meritlistan finns också två OS-turneringar. Hon debuterade i landslaget den 4 november 1988 i Békéscsaba. 1989 spelade hon i VM-kvalet (B-VM) med landslaget men laget slutade på 13:e plats. Ungern missade VM 1990. I nästa VM 1993 placerade sig Ungern som sjunde nation. Hon vann sin första mästerskapsmedalj, ett silver, vid VM 1995. Hon tog OS-brons i damernas turnering i samband med de olympiska handbollstävlingarna 1996 i Atlanta. I augusti 1996 drabbades hon av en mellanfotsfraktur. Hon återvände till landslaget först i januari 1997, och hoppade över EM i Danmark 1996. Två år senare vann hon brons vid EM 1998. Hon tog även OS-silver i damernas turnering i samband med de olympiska handbollstävlingarna 2000 i Sydney och vann vid Europamästerskapet i handboll för damer 2000 guldet. Efter EM-finalen 2000, där hon fick ta emot pokalen som lagkapten i Ungern, avslutade hon sin internationella karriär. Beatrix Kökény gjorde 245 landskamper för det ungerska landslaget och gjorde 542 mål under åren 1988 till 2000.

## Som sportchef
Efter spelarkarriären blev hon chef för FTC:s ungdomssektion i handboll. Hon arbetade sedan som sektionens verkställande direktör. 2002 blev hon invald i EHF:s spelarkommitté. Från 2014 arbetar hon som sektionschef i klubben Ferencvárosi.

## Meriter i klubblag
- Bajnokság (ungerska ligan)
  -  1989, 1990, 1991, 1994, 1995, 1996, 1997, 2000
- Magyar Kupa (ungerska cupen
  -  1992, 1993, 1994, 1995, 1996, 1997, 2001
- Cupvinnarcupen i handboll:
  -  1994